# تشاك هيوز
تشاك هيوز هو صاحب مطعم وطاهي كندي، ولد في 29 يونيو 1982 في مونتريال في كندا.

## وصلات خارجية
- الموقع الرسمي
- تشاك هيوز على موقع IMDb (الإنجليزية)
- تشاك هيوز على موقع قاعدة بيانات الفيلم (الإنجليزية)